# Basidium

Svampens undersida är veckad för att öka kontaktytan med luften för att maximera sporutsöndring.

Basidier (singular: basidium) är ministrukturer involverade i spridning av sporer vid förökning av svampar och kan hittas med blotta ögat på undersidan av deras hattar. De mognar i faser tillsammans med svampen och till slut släpper oräknerliga mängder sporer, som via luft hamnar till slut på marken och utvecklas till nytt svampmycel.